# Michael Talbot (författare)
Michael Coleman Talbot, född den 29 september 1953, död den 27 maj 1992, var en amerikansk författare som är mest känd som förespråkare av en modell i vilken världen ses som ett gigantiskt hologram. Främst är det boken The Holographic Universe som gjort honom känd och som sålt mycket bra. Talbot utgår bland annat från fysikern David Bohm och neurofysiologen Karl Pribram, vilka oberoende av varandra kom fram till holografiska modeller av universum. 

### Romaner
- The Delicate Dependency - 1982
- The Bog - 1986
- Night Things - 1988

### Böcker om kvantfysik och holografi
- Mysticism And The New Physics ISBN 0-14-019328-6, 1980 (rev. 1992)
- Beyond The Quantum ISBN 0-553-34480-3, 1986
- Your Past Lives - 1987
- The Holographic Universe ISBN 0-06-092258-3, 1991